# Frederic Aldis

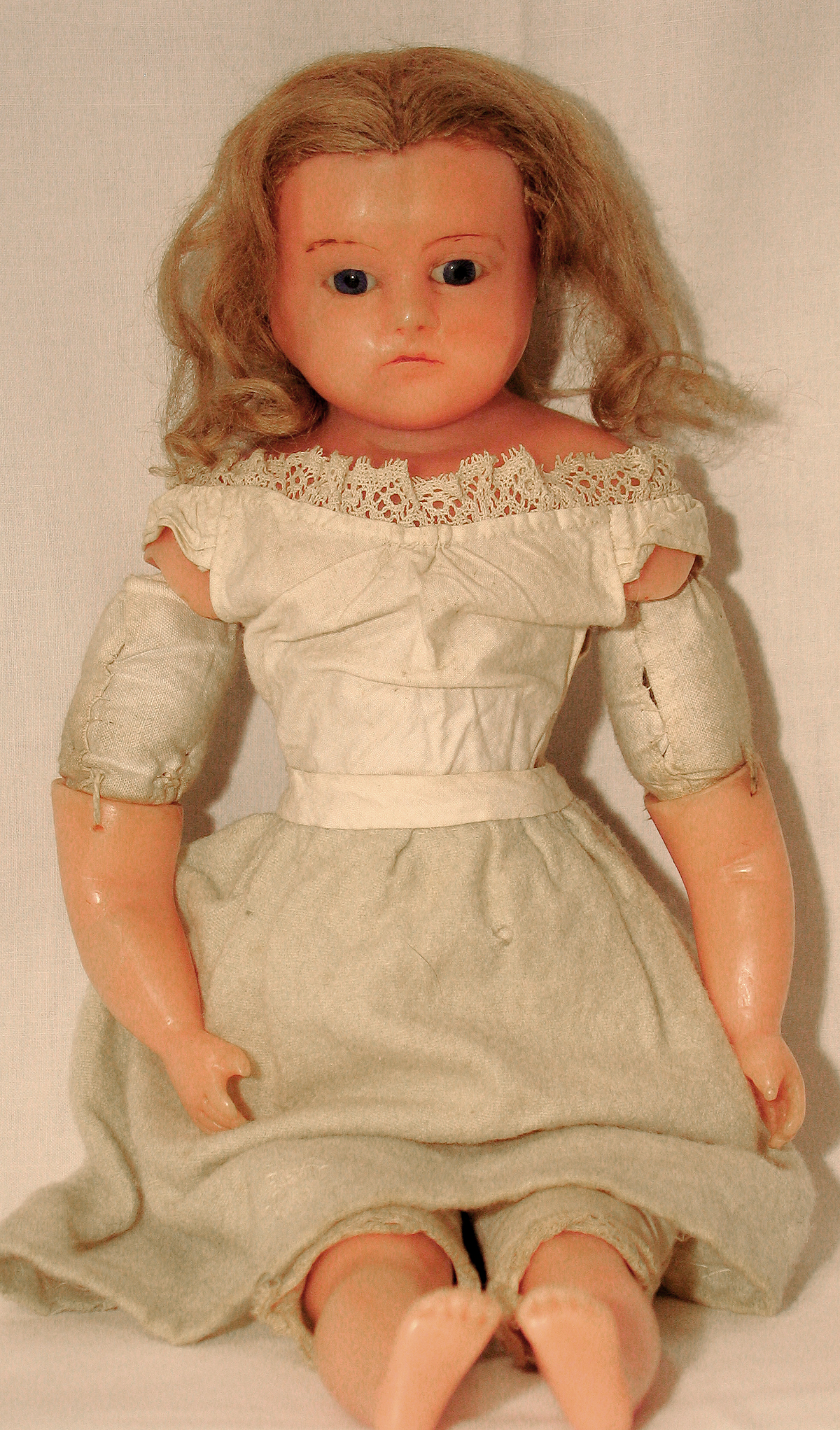
(Entkleidete) Puppe mit Wachskopf und einem Stoffkörper mit Wachsgliedmaßen von Frederic Aldis

Frederic Aldis ist der Name einer im 19. Jahrhundert in England gegründeten Puppen-Manufaktur mit Sitz in London, Belgrave Mansions 11 und 13, SW.

## Geschichte

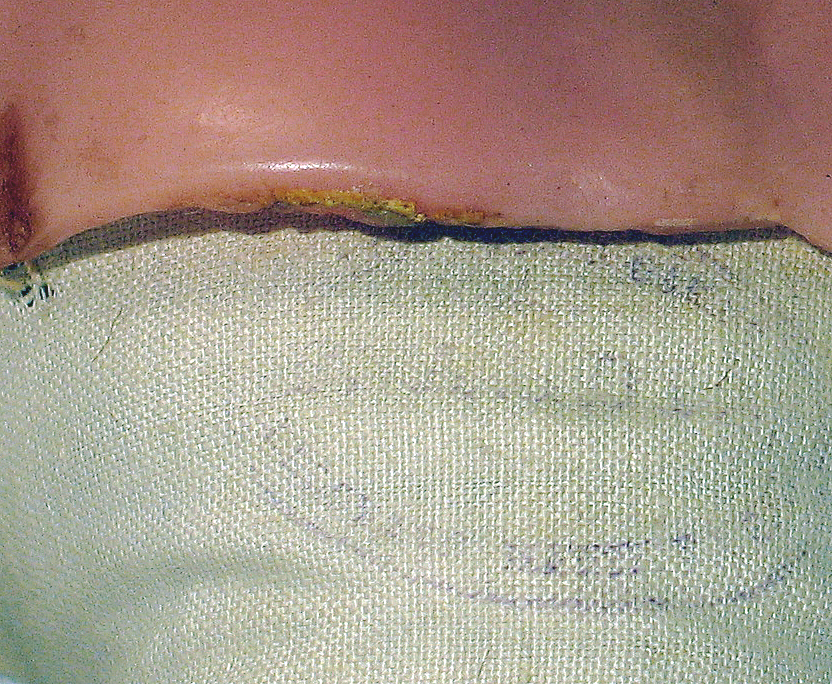
Schwer zu entziffernder Stempel auf dem Stoffkörper einer Wachskopfpuppe

Das Unternehmen wurde im Jahr 1878 gegründet und war laut seinem Firmenzeichen sowohl Importeur als auch Exporteur von Puppen, Spielzeug und Spielen. Die Firma stellte auch eigene Puppen her, diese sind durch einen heute zumeist sehr unleserlichen ovalen Stempel mit den Worten Dolls TOYS & GAMES / F. ALDIS / 11 & 13 / BELGRAVE MANSIONS SW auf den Körpern der Puppen zu identifizieren.
Einige Schöpfungen aus dem Hause Aldis trugen Puppenköpfe aus Wachs der ebenfalls in London tätigen Firma Pierotti. Aldis stellte – in hoher Qualität – aber auch eigene Wachsköpfe her mit eingesetzten Glasaugen sowie Gliedmaßen aus Wachs.
Das Unternehmen bestand bis 1901.